# San Fior di Sotto
San Fior di Sotto is een plaats (frazione) in de Italiaanse gemeente San Fior.